# القوات المسلحة الإيطالية
القوات المسلحة الإيطالية (بالإيطالية:  Forze armate italiane)‏ هي القوات العسكرية للجمهورية الإيطالية والتي تتبع المجلس الأعلى للدفاع الإيطالي تحت قيادة رئيس الجمهورية. يبلغ العدد الإجمالي للأفراد النشطين 293202 فرد ما بين ضباط وجنود وصف. تحتل إيطاليا المركز العاشر عالمياً من حيث الإنفاق العسكري.

## دستورياً
المادة 11 من الدستور الإيطالي يقول:-
| القوات المسلحة الإيطالية | إيطاليا ترفض الحرب كأداة للعدوان ضد حرية الشعوب الأخرى، وكوسيلة لتسوية النزاعات الدولية. إيطاليا توافق، ضمن أوضاع مساواة مع الدول الأخرى، وإلى القيود المفروضة على السيادة التي قد تكون ضرورية لقيام نظام عالمي يضمن السلام والعدالة بين الأمم. إيطاليا تعزز وتشجع المنظمات الدولية تعزيز هذه الغايات. | القوات المسلحة الإيطالية |

المادة 52 تقول:-
| القوات المسلحة الإيطالية | الدفاع عن الوطن واجب مقدس على كل مواطن. الخدمة العسكرية إلزامية ضمن حدود، وبالطريقة التي يحددها القانون. يجب الوفاء به لا يمس عمل المواطن ولا على ممارسته لحقوقه السياسية. ويجب أن يستند تنظيم القوات المسلحة إلى الروح الديموقراطي للجمهورية. | القوات المسلحة الإيطالية |

وجزء من المادة 87 تقول:-
| القوات المسلحة الإيطالية | الرئيس [جمهورية] هو القائد العام للقوات المسلحة للقوات المسلحة وسوف، يرأس المجلس الأعلى للدفاع التي يحددها القانون، وتقدم إعلانات الحرب كما تم الاتفاق عليها من قبل البرلمان. | القوات المسلحة الإيطالية |

## عضوية حلف شمال الأطلسي وبعثات الأمم المتحدة
وقد عملت إيطاليا وثيق مع الولايات المتحدة ودول أخرى بشأن قضايا مثل عمليات حلف شمال الأطلسي والأمم المتحدة وكذلك مع روسيا وتقديم المساعدة للدول رابطة الدول المستقلة الأخرى، وعملية السلام في الشرق الأوسط والمحادثات المتعددة الأطراف، وحفظ السلام في الصومال وموزامبيق، ومكافحة تهريب المخدرات والاتجار بها في النساء والأطفال، والإرهاب.
كجزء من عملية الحرية الدائمة ردا على هجمات 11 سبتمبر 2001، ساهمت إيطاليا في العمليات الدولية في أفغانستان. وقد ساهمت القوات الإيطالية في القوة الدولية، وقوة حلف شمال الأطلسي في أفغانستان، وفريق إعادة إعمار المحافظات وخمسة جنود إيطاليين لقوا حتفهم تحت قيادة ايساف. وقد ارسلت إيطاليا 411 جنديا، استنادا إلى سرية مشاة واحدة من فوج Alpini 2 المكلفة حماية مقر القوة الدولية، شركة واحدة مهندس واحد بي سي فصيلة واحدة وحدة لوجستية، فضلا عن موظفي الاتصال وعناصر متكاملة في سلسلة عملية القيادة. القوات الإيطالية الأمر أيضا مهمة القوة المتعددة الجنسيات ومهندس ونشرت فصيلة من الشرطة العسكرية الإيطالية. ثلاث طائرات الهليكوبتر AB 212 كما تم نشرهم في كابول وتورنادو الأربعة.
فإن الجيش الإيطالي لن يشاركوا في العمليات القتالية في حرب الخليج الثانية 2003، وإيفاد جنود فقط بعد 1 مايو 2003 عندما أعلن خلال العمليات القتالية الرئيسية من قبل الرئيس الاميركي جورج بوش. وصلت القوات الإيطالية في وقت لاحق في أواخر صيف عام 2003، وبدأت القيام بدوريات الناصرية والمنطقة المحيطة بها. في 26 مايو 2006، أعلن وزير الخارجية الإيطالي ماسيمو داليما انه سيتم تخفيض القوات الإيطالية إلى 1600 بحلول يونيو، واختتم المشاركة الإيطالية في العمليات العسكرية في العراق بحلول نهاية عام 2006، مع الانسحاب الكامل للأفراد العسكريين باستثناء الإيطالية مجموعة صغيرة من حوالي 30 جنديا تعمل في مجال توفير الأمن للسفارة الإيطالية في بغداد، وحوالي 87 من الجنود مرابطة في قواعدها في الخليج العربي (ولكن ليس في الأراضي العراقية). في يونيو 2006 وقتل 32 جنديا إيطاليا في العراق—مع فقدان واحدة من أعظم الحياة القادمة في 12 نوفمبر، 2003—هجوم انتحاري بسيارة ملغومة في مقر فيلق الدرك الإيطالي غادر عشرات من افراد الشرطة وخمسة جنود الجيش واثنين من المدنيين الإيطالية، وثمانية من المدنيين العراقيين القتلى.

## وصلات خارجية
- (بالإيطالية) Official Site of Italian Ministry of Defense
- (بالإيطالية) Official Site of Italian Army
- (بالإيطالية) Official Site of Italian Navy
- (بالإيطالية) Official Site of Italian Air Force
- (بالإيطالية) Official Site of Carabinieri